# Tiniocellus dolosus
Tiniocellus dolosus là một loài bọ cánh cứng trong họ Bọ hung (Scarabaeidae).